# Alexander Hellgardt
Alexander Hellgardt (* 1978 in Hamburg) ist ein deutscher Rechtswissenschaftler.

## Leben
Von 1998 bis 2003 studierte er Rechtswissenschaft und Philosophie an der Eberhard-Karls-Universität Tübingen (Herbst 2002 Erste juristische Staatsprüfung/Mai 2003 Bakkalaureus Artium der Philosophie). Von 2003 bis 2008 war er wissenschaftlicher Assistent bei Klaus J. Hopt am Max-Planck-Institut für ausländisches und internationales Privatrecht. von 2005 bis 2008 absolvierte er das Referendariat am Hanseatischen Oberlandesgericht in Hamburg. Nach der zweiten juristischen Staatsprüfung im Februar 2008 und der Promotion an der Universität Hamburg im Mai 2008 absolvierte er von 2008 bis 2009 ein Magisterstudium an der Harvard Law School. Von 2009 bis 2017 war er wissenschaftlicher Referent bei Wolfgang Schön am Max-Planck-Institut für Steuerrecht und Öffentliche Finanzen (bis 2010: Max-Planck-Institut für Geistiges Eigentum, Wettbewerbs- und Steuerrecht). 2012 forschte er an der University of Oxford, Faculty of Law und am Oxford University Centre for Business Taxation. Nach der Habilitation im Juli 2015 an der Ludwig-Maximilians-Universität München und der Erteilung der Venia legendi für Bürgerliches Recht, deutsches und europäisches Handels-, Gesellschafts- und Kapitalmarktrecht, Internationales Privatrecht, Rechtsvergleichung und Rechtstheorie vertrat er von 2015 bis 2017 Lehrstühle an der Ludwig-Maximilians-Universität München und der Universität Regensburg. 2016 forschte er an der University of Cambridge, Faculty of Law. Zwischen April 2017 und September 2024 war er Inhaber des Lehrstuhls für Bürgerliches Recht, Unternehmensrecht und Grundlagen des Rechts an der Universität Regensburg und Research Affiliate am Max-Planck-Institut für Steuerrecht und Öffentliche Finanzen. Seit dem Wintersemester 2024/25 ist er Inhaber eines Lehrstuhls an der Universität Augsburg.

## Schriften (Auswahl)
- Kapitalmarktdeliktsrecht. Haftung von Emittenten, Bietern, Organwaltern und Marktintermediären. Grundlagen, Systematik, Einzelfragen. Tübingen 2008, ISBN 978-3-16-149750-6.
- als Herausgeber mit Harald Baum, Markus Roth und Andreas M. Fleckner: Perspektiven des Wirtschaftsrechts. deutsches, europäisches und internationales Handels-, Gesellschafts- und Kapitalmarktrecht. Beiträge für Klaus J. Hopt aus Anlass seiner Emeritierung. Berlin 2008, ISBN 978-3-89949-502-7.
- Regulierung und Privatrecht. Staatliche Verhaltenssteuerung mittels Privatrecht und ihre Bedeutung für Rechtswissenschaft, Gesetzgebung und Rechtsanwendung. Tübingen 2016, ISBN 3-16-154339-4.